# Grafenwöhr

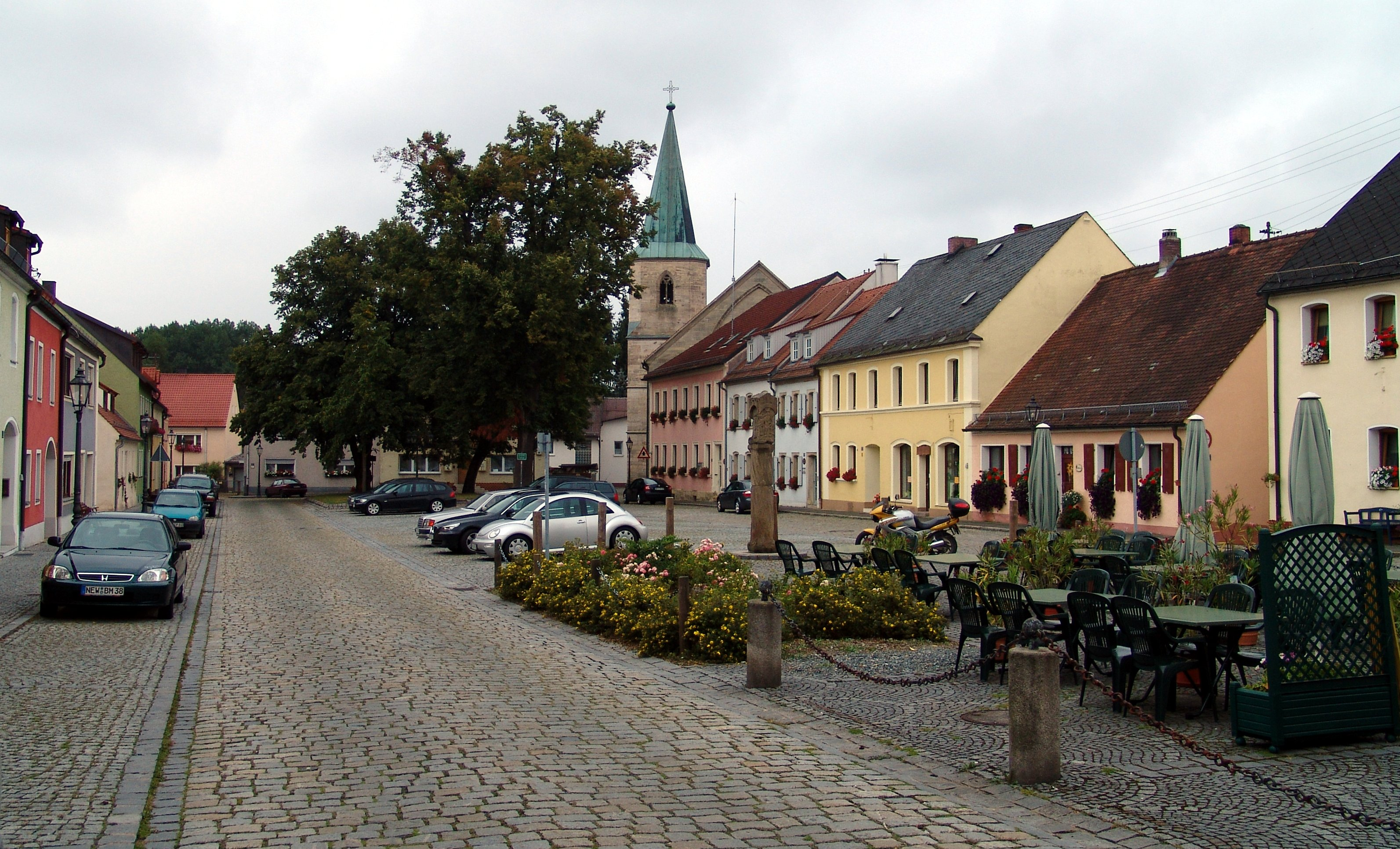
Grafenwöhr

Grafenwöhr este un oraș din districtul  Neustadt an der Waldnaab, regiunea administrativă Palatinatul Superior, landul Bavaria, Germania.